# Зенитные кодексы Аль-Эфесби
«Зенитные кодексы Аль-Эфесби» — повесть российского писателя Виктора Пелевина, опубликованная в 2010 году в составе сборника «Ананасная вода для прекрасной дамы».

## Содержание

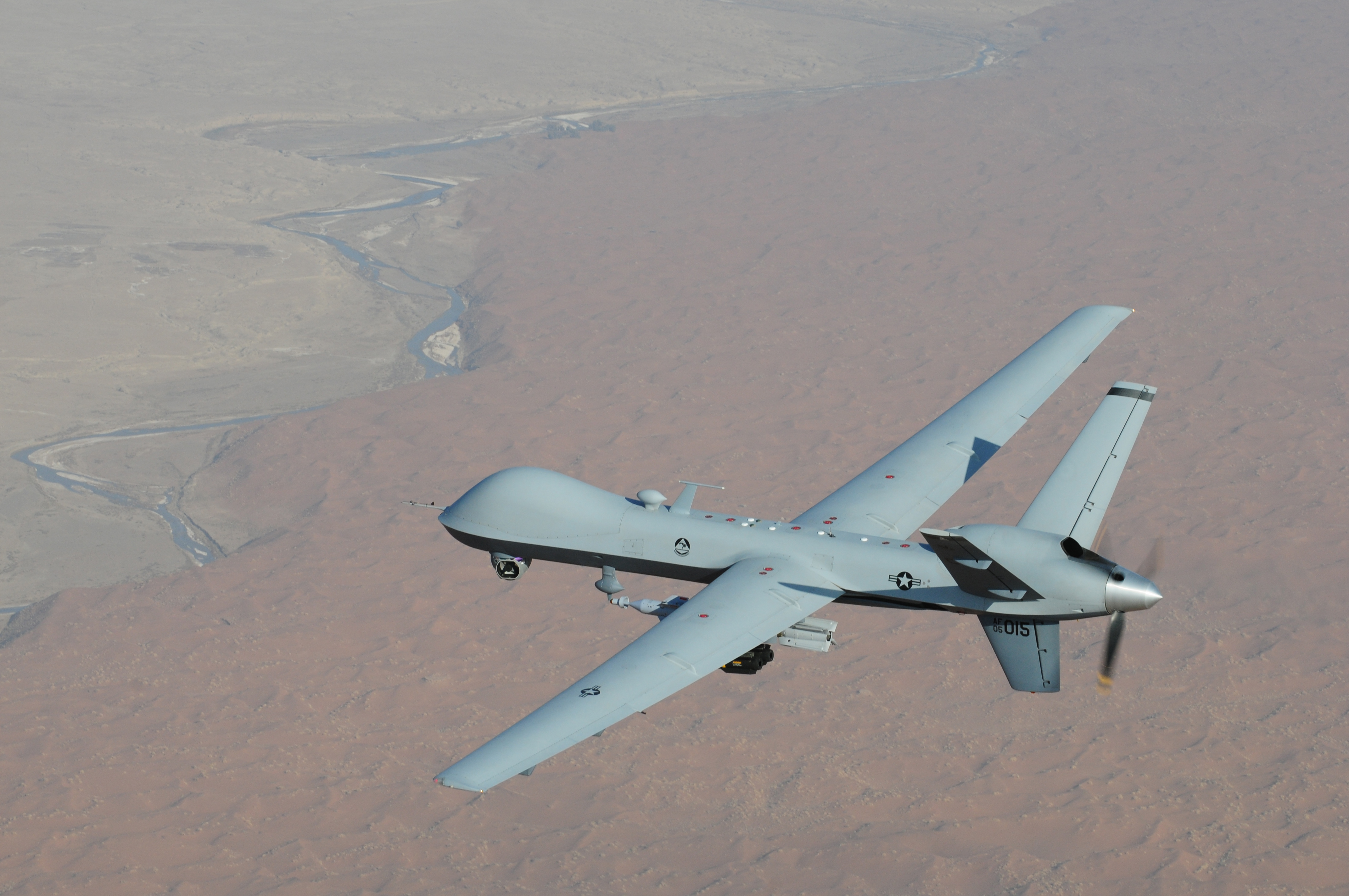
Ударный БПЛА MQ-9 Reaper, упоминаемый в повести

Повесть состоит из двух частей: «Freedom liberator» и «Советский реквием». Первая часть представляет собой написанную в третьем лице, вероятно, на заказ, биографию Савелия Скотенкова. Во второй части повествование ведётся от первого лица.
Родившись в Орловской области незадолго до распада СССР, Савелий Скотенков переезжает в Москву. Там он работает в области медиаиндустрии, сменив несколько профессий: «писал лирические стихи и критические статьи, занимался искусствоведением, политологическим консалтингом, революционной работой и маркетологией». Его политические взгляды всё время колеблятся между прогосударственными и оппозиционными. В Дипломатической академии он читал курс «основы криптодискурса», согласно которому, за внешней политкорректностью любого высказывания скрывается истинная суть, которую можно научиться улавливать.
Решив заработать на торгах на валютном рынке, Савелий Скотенков теряет почти все деньги, поверив прогнозистам из ведущих англоязычных СМИ. В своих бедах он начинает винить американцев, и вскоре его вербует ФСБ.
Далее действие переносится в Афганистан где в тот момент идёт война. Американцы активно используют там боевые беспилотные летательные аппараты (дроны, БПЛА). Однако зачастую записи разговоров и действий операторов дронов во время принятия решения о нанесении ударов всплывают на сайте WikiLeaks. Это вызывает негодование общественности по поводу негуманных методов ведения войны. У операторов дронов возникает «Wikileaks syndrome» (боязнь публикации своих записей на WikiLeaks), приводящий к замедлению принятия решения. Кроме того, появляются случаи вражеского перехвата управления дронами.
Чтобы решить обе проблемы, американцы внедряют в своих дронах автономный искусственный интеллект. Аппараты самостоятельно принимают решение о нанесении ударов, в результате чего их эффективность многократно возрастает, а количество случайных жертв сокращается. Для того чтобы окончательно успокоить общественность, в нейронную сеть каждого аппарата внедряется вспомогательный модуль, ответственный за PR. Благодаря ему процесс принятия решения о нанесении удара моделируется в формате ток-шоу, для чего используется архив американского телевидения.
Затем в Афганистане появляется Савелий Скотенков, получивший там кличку Аль-Эфесби (якобы «из Эфеса», вариант: из ФСБ). Он разрабатывает необычную защиту от дронов: пишет на земле лозунги (так называемые «зенитные кодексы»), способные «вызвать у среднестатистического телезрителя возмущение, отвращение и гневное желание дать достойную отповедь». Когда «зенитные кодексы» попадают в поле зрения дрона, модуль PR начинает поиск подходящих ответов в архиве, а если это не удаётся, поиск повторяется снова с несколько иными критериями. Нагрузка на систему серьёзно возрастает, что приводит к потере управления и падению дрона.
Американцы объясняют действия Скотенкова его нездоровым психическим состоянием и переживаниями по поводу распада СССР: «Видимо, … крушение Империи Зла совпало для него с изгнанием из волшебного сада детства, и он склонен винить во всем Америку — в особенности её спецслужбы. Кроме того, Америка стала для него символическим виновником тягот и скорбей взрослой жизни с ее неизбежным финалом — смертью». На Скотенкова пытаются воздействовать психологически, разбрасывая над пустыней листовки с напоминаниями о развале СССР и о ненавистных ему реалиях современной России.
Эти листовки вскоре появляются в России в виде упаковок для героина. Российские власти решают, что американцы хотят устроить цветную революцию руками наркоманов. В обмен на прекращение выпуска листовок ФСБ отзывает Скотенкова из Афганистана, и он возвращается в родную деревню. Там он решает написать мемуары, но его похищает ЦРУ.
Вторая часть повести — «Советский реквием» (аллюзия к известному рассказу «Немецкий реквием» Борхеса) состоит из, возможно, неподлинного монолога Скотенкова в тюрьме ЦРУ. Там его подвергают пыткам и медицинским манипуляциям с целью уничтожения инакомыслия: «Следователь сказал, что моя личность останется прежней, но способность логически мыслить будет „модифицирована“. Кроме того, исчезнет мое, как он выразился, „недоверие к ближним“. Причем исчезнет до такой степени, что с меня навсегда снимут оковы». В конце Скотенкова превращают в хронического игрока на курсе валют, испытывающего страдания при любом изменении курса евро/доллар.

## Особенности
Повесть «Зенитные кодексы Аль-Эфесби» можно отнести к жанру антиутопии. В ней прослеживаются параллели с такими классическими антиутопическими произведениями как «Мы» Евгения Замятина, «Приглашение на казнь» Владимира Набокова и «1984» Джорджа Оруэлла. Как и в этих произведениях, физическое уничтожение бунтаря не является основной целью тоталитарного государства. Главное для его врагов — сделать его подобным себе, подчинить его волю. Прослеживаются отсылки и к повести «Стальная птица» Василия Аксёнова. Фамилия героя повести «Стальная птица» Попенкова созвучна со Скотенковым, а американские самолёты, сбиваемые Скотенковым, называются «стальными птицами».
В повести содержатся философские рассуждения о возможности искусственного интеллекта и существовании души с аллюзиями к теориям Алана Тьюринга и Роджера Пенроуза. Поднимаются вопросы: «может ли машина страдать и чувствовать?», «возможно ли „одухотворить“ машину?».
В своём произведении Пелевин буквализирует понятие «информационная война». Американские дроны выполняют как военную функцию, так и функцию СМИ. Действия Скотенкова также подпадают под определение информационной войны, поскольку его оружием является текст.

## Критика
Сергей Полотовский и Роман Козак в книге «Пелевин и поколение пустоты» критикуют приведённые в повести каламбуры. Например, замена названия компании «Goldman Sachs» на «Goldman Sucks» является слишком тривиальной. Некоторые каламбуры, наоборот, автор вынужден разъяснять, из-за чего теряется юмор: «Правда, теперь он склонен был винить во всех бедах человечества не евреев, а англосаксов, которых он презрительно называл „англососами“ („uglosucksons“: приблизительное семантическое поле — „сыны безобразного отсоса“) и „motherforex“ (по созвучию с „motherfuckers“)».